# 教来石信保
教来石 信保（きょうらいし のぶやす、生没年不詳）は、戦国時代の武将。通称遠江守。馬場信保とも。
馬場信春の父とされる。

## 略歴
教来石信明（駿河守）の子。武田信虎につかえ、武川谷大賀原根小屋の城に住んだという。諏訪との国境に近い教来石（山梨県北巨摩郡）を領していた。